# جورج جونز (سياسي)
جورج جونز (بالإنجليزية: George Burpee Jones )‏ (و. 1866 – 1950 م) هو سياسي، من كندا، توفي عن عمر يناهز 84 عاماً.

## مناصب
تولى منصب عضو مجلس العموم الكندي، وعضو مجلس الشيوخ الكندي.